# (21238) Panarea
(21238) Panarea ist ein Asteroid des Hauptgürtels, der am 28. November 1995 vom japanischen Astronomen Takao Kobayashi am Oizumi-Observatorium (IAU-Code 411) entdeckt wurde.
Der Asteroid ist nach der vulkanischen Insel Panarea benannt, die im Archipel der Liparischen Inseln vor der Nordküste Siziliens liegt.